# Lars Hesselholt
Lars Hesselholt (Vejrumbro, Dinamarca, 25 de setembro de 1966) é um matemático dinamarquês, que trabalha com topologia algébrica, K-teoria algébrica e geometria aritmética p-ádica.
Hesselholt estudou matemática na Universidade de Aarhus, com o diploma em 1992 e um doutorado em 1994, orientado por Ib Madsen, com a tese Topological cyclic homology. No pós-doutorado esteve no Instituto Mittag-Leffler e foi de 1994  1997 Moore-Instructor no Instituto de Tecnologia de Massachusetts, onde foi em 1997 professor assistente e em 2001 professor associado. E desde 2008 professor da Universidade de Nagoya (sendo assim o primeiro matemático ocidental com um cátedra no Japão).
Foi palestrante convidado do Congresso Internacional de Matemáticos em Pequim (2002: Algebraic K-theory and trace invariants). Em 2012 foi eleito membro da Real Academia Dinamarquesa de Ciências. É fellow da American Mathematical Society.
É editor do Nagoya Mathematical Journal.

## Publicações
- com Ib Madsen: On the K-theory of local fields, Annals of Mathematics, Volume 158, 2003, p. 1–113
- com Ib Madsen: On cyclic polytopes and the K-theory of truncated polynomial algebras, Inventiones Mathematicae, Volume 130, 1997, 73–97
- com Thomas Geisser: The de Rham-Witt complex and p-adic vanishing cycles, J. American Math. Society, Volume 19, 2006, 1–36
- com Thomas Geisser: Bi-relative algebraic K-theory and topological cyclic homology, Inventiones Mathematicae, Volume 166, 2006, p. 359–395
- On the p-typical curves in Quillen's K-theory, Acta Mathematica, Volume 177, 1996, p. 1–53
- com Madsen: On the K-theory of finite algebras over Witt vectors of perfect fields, Topology, Volume 36, 1997, 29–101